# Froxfield, Hampshire
Froxfield är en by i civil parish Corhampton and Meonstoke, i distriktet East Hampshire, i grevskapet Hampshire i England. Civil parish hade 693 invånare år 1931.